# Суслов, Виталий Александрович
Вита́лий Алекса́ндрович Су́слов (8 июля 1924, Владивосток — 2003, Санкт-Петербург) — советский и российский организатор музейного дела, директор Эрмитажа в 1990—1992 годах. Заслуженный деятель искусств РСФСР (1981).

## Биография
Детство В. А. Суслова прошло на Дальнем Востоке. Рано потеряв отца, жил с матерью в Хабаровске. В 1942 году был призван на Тихоокеанский флот, где прослужил всю войну и демобилизовался в 1946 году.
Затем переехал в Ленинград, где поступил на кафедру истории искусств исторического факультета Ленинградского государственного университета. С окончанием обучения в 1951 году на том же факультете поступил в аспирантуру и в 1955 году защитил кандидатскую диссертацию.
С окончанием обучения недолго работал в Ломоносовской комиссии Института истории науки. С 1955 года занимался редакторской работой в издательстве «Искусство», в 1958 году перешёл в Научно-исследовательский музей Академии художеств.
В 1959 году занял пост заместителя директора по науке в Русском музее.

### Работа в Эрмитаже
В 1967 году Суслов, к тому времени глубоко разбиравшийся в разных аспектах музейной науки, перешёл в Эрмитаж по рекомендации знаменитого искусствоведа Антонины Изергиной. В Эрмитаже работал заместителем директора по науке, затем первым заместителем директора, занимая эту должность в течение 23 лет.
В течение 20 лет возглавлял Ленинградское областное отделение Всероссийского общества охраны памятников истории и культуры. Михаил Пиотровский в своих воспоминаниях о Виталии Суслове отмечал его особую роль в лоббировании и защите интересов Эрмитажа через активное участие в политической и партийной жизни. Дважды избирался вице-президентом Международного совета музеев (1977—1983), а также был одним из лидеров музейной жизни в России, с 1988 года возглавляя Российский комитет Международного совета музеев. За всеми большими выставками в 1970—1980-е — иноземными в Эрмитаже и эрмитажными за границей — стояла фигура Виталия Суслова.
Был одним из инициаторов и ключевых фигур общего проекта генеральной реконструкции Эрмитажа, создания новых постоянных выставок, строительства нового Фондохранилища. Благодаря его поддержке в музее возникли Геральдический семинар и Отдел технической экспертизы. Уже при его директорстве открылась новая экспозиция — Зимний дворец Петра I.
Принимал активное участие в издательской жизни Эрмитажа и работал над статьями, предисловиями, введениями к альбомам и книгам, выходившим в музее. Кроме того, ему принадлежит фундаментальный труд об Анне Остроумовой-Лебедевой.
В 1990 году скончался Борис Пиотровский, и Виталий Суслов стал директором Эрмитажа. Он возглавлял музей в переходное время, когда на культуру не было денег и требовалось сохранить собрание, платить коллективу и спасать от мороза уже возведенные стены Фондохранилища и т. д. Когда в перестроечной России музеям разрешили зарабатывать, Виталий Суслов с интересом стал поддерживать новации в музейной работе, что не всегда приводило к успеху, но многих настроило против него. В 1992 году пост директора занял Михаил Пиотровский, сын Бориса Пиотровского.
Виталий Суслов был активен и вне Эрмитажа. Он был членом Ученого совета исторического факультета Ленинградского университета, членом редакционного совета журнала ЮНЕСКО Museum, членом научно-методического Совета по работе музеев Министерства культуры СССР, членом научно-методического Совета по художественным музеям Президиума Академии художеств СССР, членом редколлегии сборника «Музей» и журнала «Советский музей».

## Награды и звания
- Два ордена Трудового Красного Знамени:
  - первый.
  - второй (6 июля 1984 года) — за заслуги в области советской культуры, плодотворную научную деятельность и в связи с шестидесятилетием со дня рождения[2].
- Орден Отечественной войны II степени.
- Медаль ордена «За заслуги перед Отечеством» II степени (10 декабря 1998 года) — за заслуги перед государством, высокие достижения в производственной деятельности и большой вклад в укрепление дружбы и сотрудничества между народами[3].
- Медаль «За трудовую доблесть».
- Медаль «За победу над Японией».
- Заслуженный деятель искусств РСФСР (14 декабря 1981 года) — за заслуги в области советского изобразительного искусства[4].

## Основные публикации
- Суслов В.А. Анна Петровна Остроумова-Лебедева. — Л.: Художник РСФСР, 1967. — 202 с. — 10 000 экз.